# كريستينا كيلبي
كريستينا كيلبي (بالإنجليزية: Kristina Klebe)‏ هي ممثلة أمريكية، ولدت في 18 يونيو 1979 بنيويورك في الولايات المتحدة.

## أعمال

### أفلام
- (2007) عيد القديسين[4]
- (2019) فتى الجحيم

### مسلسلات
- إن سي آي إس

## وصلات خارجية
- كريستينا كيلبي على موقع IMDb (الإنجليزية)
- كريستينا كيلبي على موقع ألو سيني (الفرنسية)
- كريستينا كيلبي على موقع أول موفي (الإنجليزية)
- كريستينا كيلبي على موقع قاعدة بيانات الفيلم (الإنجليزية)
- كريستينا كيلبي على موقع كينوبويسك (الروسية)